# Strychnine.213
Strychnine.213 är det belgiska brutal death metal-bandet Aborteds sjätte studioalbum, utgivet i juni 2008 på Century Media Records. Albumet gavs även ut i begränsad upplaga.
Viss rotation i bandet hade skett sedan förra skivan. Basisten Peter Gomaere hade bytt till gitarr då Matty Dupont lämnat bandet. Sven Janssens tog över basgitarren. Ny trummis var Daniel Wilding.

## Låtlista
1. "Carrion" (instrumental) – 1:46
2. "Ophiolatry on a Hemocite Platter" – 4:51
3. "I35" – 3:45
4. "Pestiferous Subterfuge" – 4:24
5. "The Chyme Congeries" – 3:45
6. "A Murmur in Decrepit Wits" – 4:42
7. "Enterrement of an Idol" – 3:23
8. "Hereditery Bane" – 2:49
9. "Avarice of Vilification" – 3:34
10. "The Obfuscate" – 4:09

Bonusspår på den begränsade utgåvan
1. "Slaughtered" (Pantera-cover) – 3:55

## Medverkande
Musiker
- Sven de Caluwé – sång
- Sebastien Tuvi – gitarr, sång
- Peter Gomaere – gitarr
- Sven Janssens – basgitarr, samples
- Daniel Wilding – trummor

Bidragande musiker
- Cole Martinez – samples
- Mehdi Vandecappelle – sång

Produktion
- Gail Liebling – producent, inspelningstekniker
- Sven Janssens – inspelningstekniker
- Eric Rachel – mixning
- Alan Douches – mastering
- Colin Marks – omslagskonst
- Greg Lamarche – foto